# Список хоккеистов Казахстана в НХЛ

Информация приведена по состоянию на 28 августа 2019 года.
| Игрок               | Сезоны | Игры | Очки | Голы | Передачи | Команды                                                              |
| ------------------- | ------ | ---- | ---- | ---- | -------- | -------------------------------------------------------------------- |
|                     | 1      | 5    | 3    | 2    | 1        | Сент-Луис 1996—1997                                                  |
| Евгений Набоков**   | 14     | 685  | 16   | 1    | 15       | Сан-Хосе 1999—2009 Нью-Йорк 2011—2014 Тампа-Бей 2014—2015            |
| Николай Антропов    | 14     | 783  | 455  | 191  | 264      | Торонто 1999—2009 Нью-Йорк 2009 Атланта 2009—2011 Виннипег 2011—2013 |
| Виталий Еремеев     | 1      | 4    | 0    | 0    | 0        | Нью-Йорк 2000—2001                                                   |
| Виталий Колесник    | 1      | 8    | 0    | 0    | 0        | Колорадо 2005—2006                                                   |
| Константин Пушкарёв | 2      | 17   | 5    | 2    | 3        | Лос-Анджелес 2005—2007                                               |

- Звёздочкой (*) помечены игроки, продолжающие выступления в НХЛ
- Набоков в 2003 году сменил гражданство на российское[1].

## Достижения и награды

### Индивидуальные призы НХЛ
| Хоккеист        | Всего призов | Приз         | Количество |
| --------------- | ------------ | ------------ | ---------- |
| Евгений Набоков | 1            | Колдер Трофи | 1          |

### Сборные всех звёзд и Матчи всех звёзд
|   |                 | Сборные Всех звёзд | Сборные Всех звёзд | Сборные Всех звёзд |                  |
| № | Хоккеист        | Первая             | Вторая             | Команда новичков   | Матчи всех звёзд |
| - | --------------- | ------------------ | ------------------ | ------------------ | ---------------- |
| 1 | Евгений Набоков | 2                  |                    |                    | 2                |

## Хоккеисты Казахстана, выбранные на драфте НХЛ
| Игрок               | Год  | №   | Клуб                |
| ------------------- | ---- | --- | ------------------- |
| Андрей Райский      | 1992 | 156 | Виннипег Джетс      |
| Виталий Еремеев     | 1994 | 209 | Нью-Йорк Рейнджерс  |
| Евгений Набоков     | 1994 | 219 | Сан-Хосе Шаркс      |
| Андрей Самохвалов   | 1995 | 208 | Детройт Ред Уингз   |
| Константин Шафранов | 1996 | 229 | Сент-Луис Блюз      |
| Николай Антропов    | 1998 | 10  | Торонто Мейпл Лифс  |
| Андрей Трощинский   | 1998 | 170 | Сент-Луис Блюз      |
| Дмитрий Левинский   | 1999 | 46  | Чикаго Блэкхокс     |
| Степан Мохов        | 1999 | 63  | Чикаго Блэкхокс     |
| Александр Кревсун   | 1999 | 124 | Нэшвилл Предаторз   |
| Константин Руденко  | 1999 | 160 | Филадельфия Флайерз |
| Вадим Тарасов       | 1999 | 196 | Монреаль Канадиенс  |
| Дмитрий Уппер       | 2000 | 136 | Нью-Йорк Айлендерс  |
| Вадим Созинов       | 2000 | 179 | Торонто Мейпл Лифс  |
| Евгений Бумагин     | 2000 | 260 | Детройт Ред Уингз   |
| Виталий Смольянинов | 2001 | 261 | Тампа-Бэй Лайтнинг  |
| Илья Соларёв        | 2001 | 281 | Тампа-Бэй Лайтнинг  |
| Константин Пушкарёв | 2003 | 44  | Лос-Анджелес Кингз  |
| Виктор Александров  | 2004 | 83  | Сент-Луис Блюз      |
| Максим Семёнов      | 2004 | 220 | Торонто Мейпл Лифс  |
| Андрей Буяльский    | 2021 | 92  | Колорадо Эвеланш    |
| Владимир Никитин    | 2023 | 207 | Оттава Сенаторз     |